# Тарсенаул
Тарсенаул — покинутый аул в Чеберлоевском районе Чеченской Республики.

## География
Аул расположен к востоку от районного центра Шаро-Аргун.
Ближайшие населённые пункты и развалины покинутых аулов: на северо-западе — бывший аул Париаул и село Ригахой, на юго-западе — бывшие аулы Арапоаул, Мамонаул, Тушикаул и Пэтэаул.